# 威兹海默约翰逊之家
韦尔茨海默/约翰逊之家（英語：Weltzheimer/Johnson House）是美国俄亥俄州欧柏林的一座美国风(Usonian)建筑，由弗兰克·劳埃德·赖特设计。它建于1948年和1949年。它现在归欧柏林学院所有，是艾伦纪念艺术博物馆的一部分。这所房子最初被命名为查尔斯·韦尔茨海默住宅（Charles Weltzheimer Residence）。

## 风格

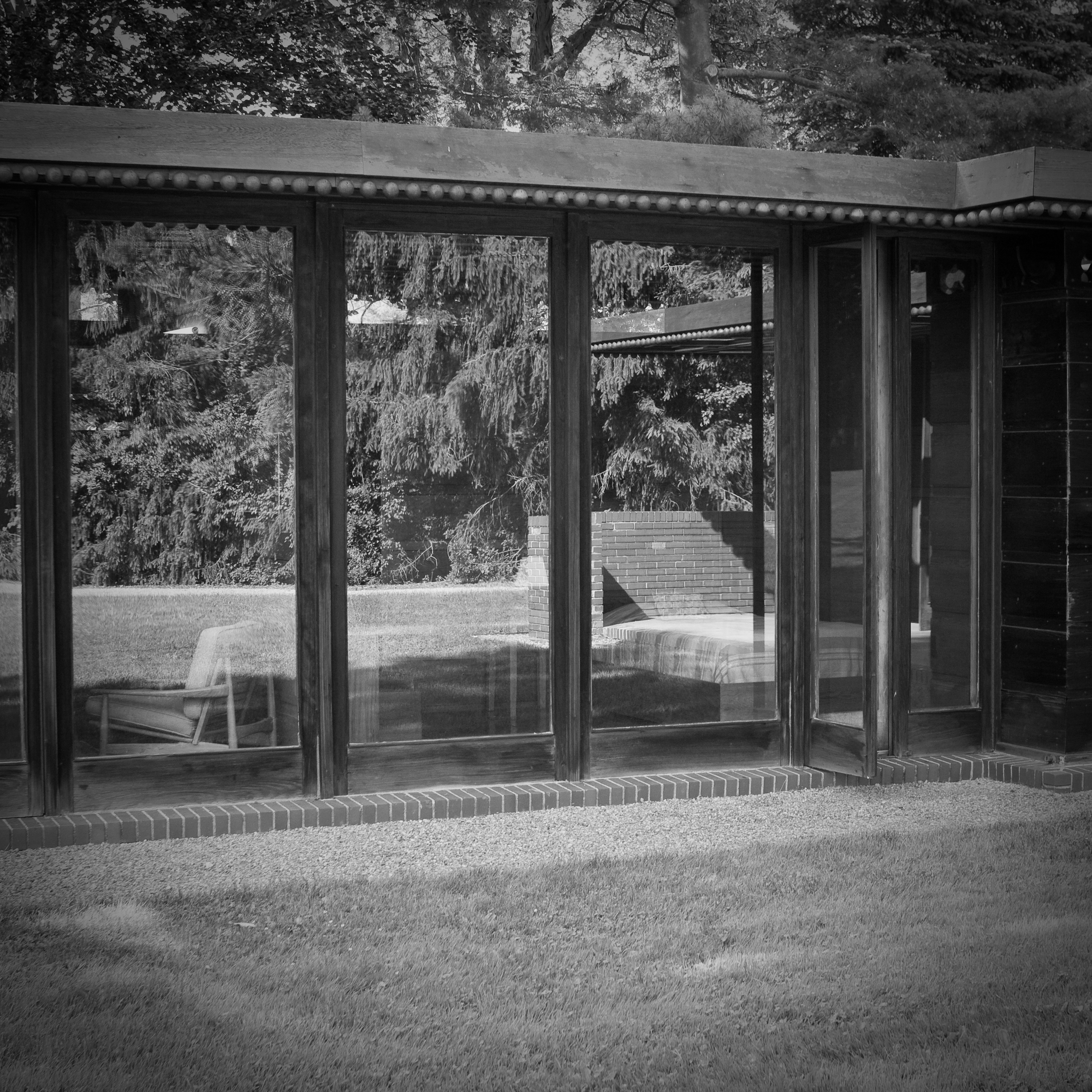

该建筑是俄亥俄州九栋美国风住宅中的第一栋，具有美国风风格的典型特征：砖砌、"L"形平面图、带大悬臂的平屋顶和车库。然而，韦尔茨海默的房子在很多方面都不同寻常。例如，它罕见地使用红木构筑住宅的天花板和外墙。异常精细的曲线图案和通风窗是这所房子所独有的。赖特本人还为住宅制定了详细的景观规划。

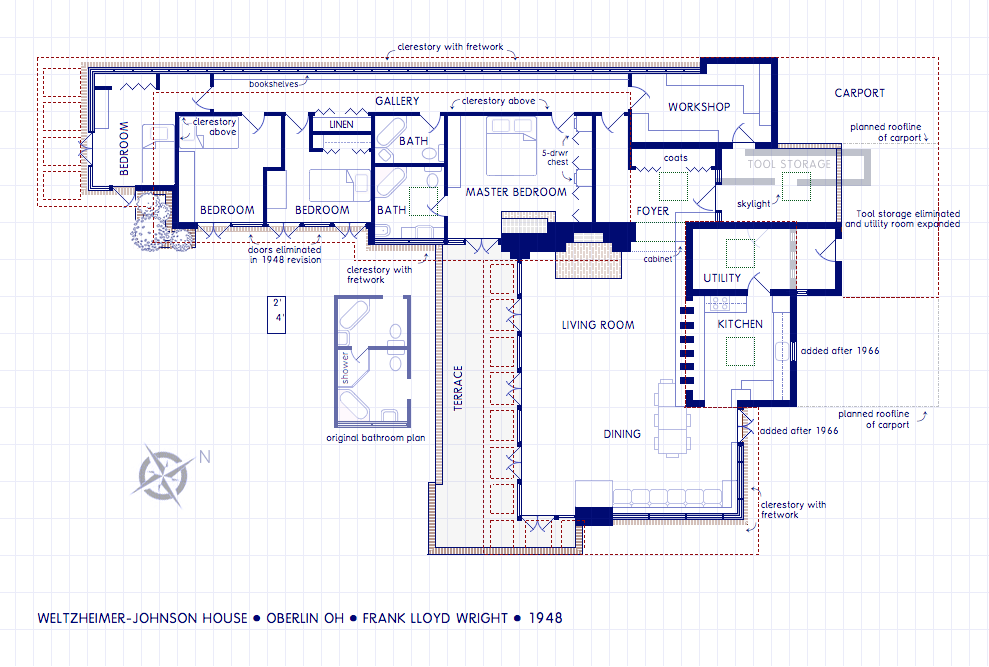
平面图